# ال. ران هابارد
لافایت رونالد هابارد (به انگلیسی: Lafayette Ronald Hubbard) (زاده ۱۳ مارس ۱۹۱۱ – درگذشته ۲۴ ژانویه ۱۹۸۶) که بیشتر با نام ل. رون هابارد شناخته شده‌است و اغلب با حروف اول نامش (LRH)، از او یاد می‌شود، نویسنده داستان‌های عامه پسند و مؤسس کلیسای ساینتولوژی است. او بعد از اینکه به عنوان نویسنده داستان‌های تخیلی و علمی تخیلی شهرتی کسب کرد، یک سیستم خودیاری به نام دیانتیک را که اولین بار در ماه مه ۱۹۵۰ در شکل کتاب تشریح شد توسعه داد. پس از آن نظریاتش را در حوزه‌های وسیع وگسترده‌ای به صورت اصول عقاید و تعالیمی به عنوان بخشی از یک حرکت مذهبی جدید که نام آن را ساینتولوژی گذاشت بسط داد. متن نوشته‌هایش راهنمایی است برای کلیسای ساینتولوژی و تعدادی از سازمان‌های وابسته که به موضوعات گوناگونی مانند: داد وستد، باسوادی و بازپروری از اعتیاد اشاره می‌کنند.
اگرچه بسیاری از جنبه‌های داستان زندگی هابارد مورد مناقشه است، در مورد طرح کلی آن توافق نظر وجود دارد: در تیلدن، نبراسکا به دنیا آمد. بیشتر کودکی اش را در هلنا، مونتانا گذراند. در دهه ۱۹۲۰ بعد از اینکه پدرش که افسر نیروی دریایی بود به پایگاه دریایی آمریکا در گوام فرستاده شد به آسیا و جنوب اقیانوس آرام مسافرت کرد. دراوایل دهه ۱۹۳۰، قبل از فارغ‌التحصیلی و شروع کارش به عنوان نویسنده پرکار داستان‌های عامه پسند، در دانشگاه جورج واشینگتن واقع در واشینگتن دی سی شرکت کرد.
مدت کوتاهی در نیروی دریایی ذخیره آمریکا خدمت کرد و در طی جنگ جهانی دوم افسر نیروی دریایی آمریکا بود، مدت کوتاهی فرماندهی دو کشتی یواس‌اس وای‌پی-۴۲۲ و یواس‌اس پی‌سی-۸۱۵ را برعهده داشت. زمانی که مافوق‌هایش پی به بی‌لیاقتی او بردند از هر دو کنار گذارده شد. چند ماه آخر خدمتش را در بیمارستانی برای معالجه زخم دوازدهه اش گذراند.
بعدها دیانتیک – چیزی که آن را علم سلامت فکری نامید – را توسعه داد. در سال ۱۹۵۲ ساینتولوژی را تأسیس کرد و به کار گسترش کلیسای ساینتولوژی و تبدیل آن به یک سازمان جهانی نظارت کرد. در دهه ۱۹۶۰ و ۱۹۷۰ بیشتر وقت اش را بر روی ناوگان دریایی شخصی اش به عنوان فرمانده سازمان دریایی، که از گروه نخبه‌ای از طرفداران ساینتولوژی تشکیل شده بود، گذراند. سفر اکتشافی او زمانی که بریتانیا، یونان، اسپانیا، پرتغال و ونزوئلا همگی بندرهایشان را به روی ناوگان دریایی او بستند، به پایان رسید؛ و از طرفی دیگر دادگاهی در استرالیا از پذیرفتن ساینتولوژی به عنوان یک مذهب خودداری کرد. مشابه آن یک دادگاه عالی در فرانسه هابارد را به کلاهبرداری در ابسنشیا محکوم کرد.
او در سال ۱۹۷۵ به ایالات متحده بازگشت و در صحرای کالیفرنیا انزواء گزید. در ۱۹۸۳ ل. رون هابارد به خاطر دزدی و افشای اطلاعات بین‌المللی در پروژه‌ای که: عملیات سفید برفی نام داشت، خیانتکار شناخته شد.
او بقیه سال‌های زندگی اش را در مرتع اش نزدیک کرستون، کالیفرنیا، جایی که در۱۹۸۶ در آنجا از دنیا رفت، گذراند.
کلیسای ساینتولوژی هابارد را با کلمات مقدسی همانند انبیاء توصیف می‌کند. و او خود را به عنوان کاشفی پیشرو، جهانگرد، فیزیکدان اتمی، چیره‌دست در مهارت‌هایی همچون: عکاسی، هنر، شعر و فلسفه یاد می‌کند. در صورتی که منتقدانش وی را شارلاتان، از نظر روانی ناپایدار و دروغگو می‌دانند. گرچه دروغین بودن بسیاری از بخش‌های مطالب زندگی‌نامه‌اش اثبات شده‌است، کلیسای ساینتولوژی بر حقیقی بودن آنان پافشاری می‌کند.

## سال های آغازین زندگی
لافایت رونالد هابارد در سال ۱۹۱۱ در تیلدن، نبراسکا به دنیا آمد. او تنها فرزند لدورا می (موسوم به واتر بری) که برای معلم شدن تعلیم دیده بود، و هری رز هابارد افسر سابق نیروی دریایی ایالات متحده بود. در۱۹۱۳آن‌ها بعد از رفتن به کالیزپل مونتانا در هلنا اقامت کردند. پدر هابارد در آوریل ۱۹۱۷ در طی جنگ جهانی اول دوباره به نیروی دریایی پیوست، در حالیکه مادرش به عنوان فروشنده دولتی کار می‌کرد.
زندگی‌نامه‌هایی را که کلیسای ساینتولوژی منتشر کرده‌است هابارد را اعجوبه‌ای توصیف می‌کند که قبل از راه رفتن اسب سواری می‌کرد و در سن چهار سالگی قادر به خواندن و نوشتن بود. یک پروفایل ساینتولوژی می‌گوید که او در مرتع بزرگ پدربزرگش در مونتانا - جایی که روزهایش را با اسب سواری، رام کردن اسب‌های وحشی، شکار گرگ صحرایی و برداشتن اولین گام‌هایش به عنوان کاشف می‌گذراند-پرورش یافت. پدر بزرگش به عنوان گله دار ثروتمند غربی توصیف شده‌است که هابارد از او دارایی و سهام خانوادگی موجود در آمریکا، آفریقای جنوبی و جاهای دیگر را به ارث برد." ساینتولوژی ادعا می‌کند که هابارد در سن شش سالگی از طریق دوستی با یک پزشک و جادوگر از اعضای قبیله بلک فیت از اهالی بومی آمریکا برادر خونی آن قبیله شده‌است.
به‌هرحال زندگی‌نامه‌های معاصر می‌گویند که پدربزرگ او دامپزشک بوده‌است نه یک گله دار و ثروتمند هم نبوده‌است و در واقع هابارد در یک خانه شهری در مرکز هلنا پرورش یافته‌است. به گفته عمه‌اش، خانواده مرتعی نداشتند اما یک گاو و چهار یا پنج اسب در چند جریب در خارج شهر داشتند وهابارد در مکانی یکصد مایل دورتر از محل اسکان قبیله بلک فیت زندگی می‌کرد. قبیله بلک فیت رسمی برای برادر خونی شدن نداشت و هیچ مدرکی دال بر برادری خونی او با بلک فیت پیدا نشده‌است.
در دهه ۱۹۲۰ هابارد مکرراً در آمریکا و آنسوی دریاها زندگی کرد. بعد از اینکه پدر هابارد دوباره به نیروی دریایی پیوست، انتقال او به بیرون از کشتی یواسراس اوکلاهما در ۱۹۲۱ باعث شد خانواده در بنادر کشتی‌ها، ابتدا در سان دیاگو و سپس سیاتل، واشینگتن اقامت کند. هابارد در سفری به واشینگتن دی سی در ۱۹۲۳ روانشناسی فروید را از فرمانده جوزف اسنیک تامسون که روانکاو و پزشک نیروی دریایی ایالات متحده بود، فرا گرفت.
بیوگرافی‌های ساینتولوژی این ملاقات را در ایجاد انگیزه برای هابارد برای مطالعه علوم روانشناسی که رضایت اش راجلب نکردند، مؤثر می‌دانند. هابارد در پیشاهنگ پسران فعال بود و در سال ۱۹۲۴ دو هفته بعد از تولد سیزده سالگی اش رتبه پیشاهنگ عقاب را بدست آورد. هابارد در دفتر خاطراتش ادعا کرده‌است که جوانترین پیشاهنگ عقاب در آمریکا بوده‌است.
سال بعد هری رز هابارد به پاجت ساند محل کشتی سازی نیروی دریایی دربرمرتون واشینگتن فرستاده شد. پسرش در دبیرستان یونیون برمرتون ثبت نام کرد، بعدها در دبیرستان ملکه اَن در سیاتل، واشینگتن تحصیل کرد. در۱۹۲۷ پدر هابارد به پایگاه دریایی ایالات متحده در گوام واقع در جزایر ماریانای شمالی در جنوب اقیانوس آرام فرستاده شد. گرچه مادرش هم با او رفت، خود هابارد همراه آن‌ها نرفته و تحت مراقبت مادربزرگش در هلنا، مونتانا ماند تا درسش را تمام کند.
بین ۱۹۲۷ و ۱۹۲۹ هابارد به ژاپن، چین، فیلیپین و گوام مسافرت کرد. متن‌های ساینتولوژی این دوره از زندگی او را زمانی می‌دانند که به شدت کنجکاو بود تا برای رنج‌های بشر راه حلی پیدا کند و برای یافتن پاسخ فلسفه‌های قدیمی شرقی را بررسی کرده و متوجه شد که آن‌ها جوابی ندارند. او را به عنوان کسی توصیف کرده‌اند که زمانی به چین مسافرت کرد که غربیانِ اندکی اجازه ورود به آنجا را داشتند "، و به گفته ساینتولوژی وقتش را صرف بررسی دین بودا، لاماها و ملاقات با جادوگران پیر چینی کرده‌است. برطبق نوشته‌های کلیسا هزینه سفرهایش توسط پدربزرگ ثروتمندش پرداخت شده‌است.
زندگی‌نامه نویسان غیررسمی او شرح کاملاً متفاوتی از مسافرت‌های او به آسیا ارائه کرده‌اند. در دفتر خاطرات هابارد دو مسافرت به ساحل شرقی چین ثبت شده‌است. اولین سفر زمانی بود که همراه مادرش در ۱۹۲۷ از ایالات متحده به گوام مسافرت می‌کرد؛ که شامل چند توقف کوتاه در چند بندر چین قبل از مسافرت به گوام، جایی که قبل از بازگشت به خانه شش هفته در آنجا ماند، بود. تأثیراتی را که از مکان‌های مورد بازدیدش گرفته ثبت کرده‌است او فقر ساکنان کشور ژاپن و چین را تحقیر کرده و آن‌ها را با صفات عاشق، تنبل و نادان توصیف می‌کند.
دومین مسافرتش تعطیلاتی بوده که به همراه خانواده اش در سال ۱۹۲۸ از طریق فیلیپین به چین رفتند.

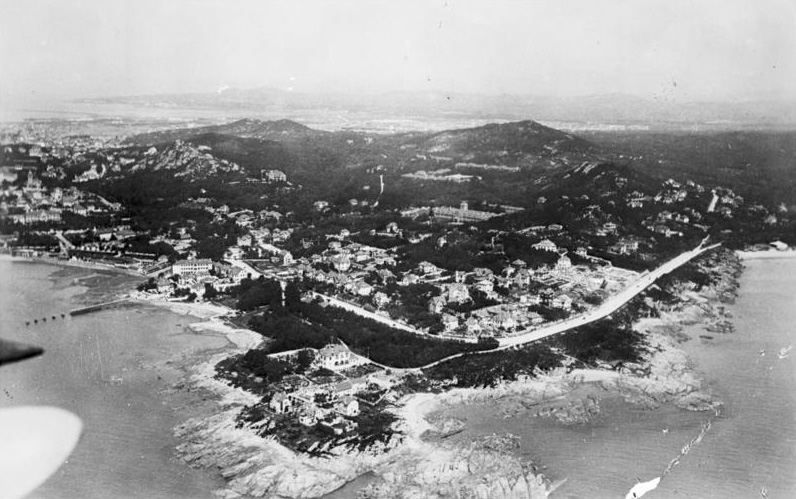
عکس هوایی کینگدائو، چین، که در سال ۱۹۳۰، دو سال قبل از بازدید هابارد برداشته شده است.

بعد از بازگشت به ایالات متحده در سپتامبر ۱۹۲۷، هابارد در دبیرستان هلنا ثبت نام کرد اما نمرات پایینی گرفت. سال آینده در ماه مه مدرسه را ترک کرد و برای ماندن با عمه و عمویش در سیاتل، واشینگتن به غرب کشور رفت. در ژوئن ۱۹۲۸ دوباره به والدینش در گوام پیوست. مادرش عهده‌دار تحصیل او شد به این امید که او را برای امتحان ورودی دانشکده دریایی ایالات متحده در آناپولیس، مریلند آماده کند.
بین اکتبر و دسامبر ۱۹۲۸ گروهی از خانواده‌های نیروی دریایی از جمله خانواده هابارد از خارج ستاره طلایی یواس اس از گوام به چین مسافرت کردند. کشتی قبل از مسافرت به کینگدائو (تسینگ تائو) چین در مانیل فیلیپین توقف کرد.
هابارد و خانواده اش قبل از رفتن به شانگهای و هنگ کنگ، یک مسافرت side trip به بیجینگ کردند، و از آنجا به گوام بازگشتند. گزارش‌های ساینتولوژی حوادث متفاوتی را شرح می‌دهند و می‌گویند: هابارد در آخرین مرحله دوستی باجادوگرها به طرف تپه‌های غربی منچوری به سراغ خدم و حشم قوبیلای خان و دزدهای مغولی، و برای نشستن دورآتش اردوگاه شمنهای سیبری دورتر رفت.
بهر حال، هابارد این حوادث را در دفتر خاطراتش ثبت نکرده‌است. او تحت تأثیر کشور چین و چینی‌ها قرار نگرفت و نوشته است: یک چینی نمی‌تواند با یک چیز زندگی کند و معمولاً آن را به پایین می‌کشد و مناظر بیجینگ را به عنوان ایستگاه‌های فضولی برای جهانگردان و قصرهای شهر ممنوعه را چرندی که ارزش اشاره افتخار آمیز را ندارند توصیف کرده‌است. او تحت تأثیر دیوار چین نزدیک شهر بیجینگ قرار گرفت اما نتیجه‌گیری کرد که چینی‌ها بخاطر حمام نکردن به مدت طولانی بو می‌دهند و مشکل چین این است که اینجا پول زیادی وجود دارد.
هابارد در بازگشت به گوام بیشتر وقت اش را صرف نوشتن چند دوجین داستان کوتاه و مقاله کرده و در امتحان ورودی دانشکده دریایی مردود شد. در سپتامبر سال ۱۹۲۹ در مدرسه آمادگی سواولی در مانسانس ویرجینیا ثبت نام کرد تا برای شرکت مجدد در امتحان ورودی آماده شود. بهر حال به خاطر نزدیک بینی اش کنار گذاشته شده و به جای آن به مدرسه پسرانه وود ورد در واشینگتن دی سی فرستاده شد تا برای ورود به دانشگاه واشینگتن آماده شود. در ژوئن ۱۹۳۰ با موفقیت از مدرسه فارغ‌التحصیل شده و سپتامبر بعدی وارد دانشگاه شد.

## دانشگاه و سفرهای اکتشافی

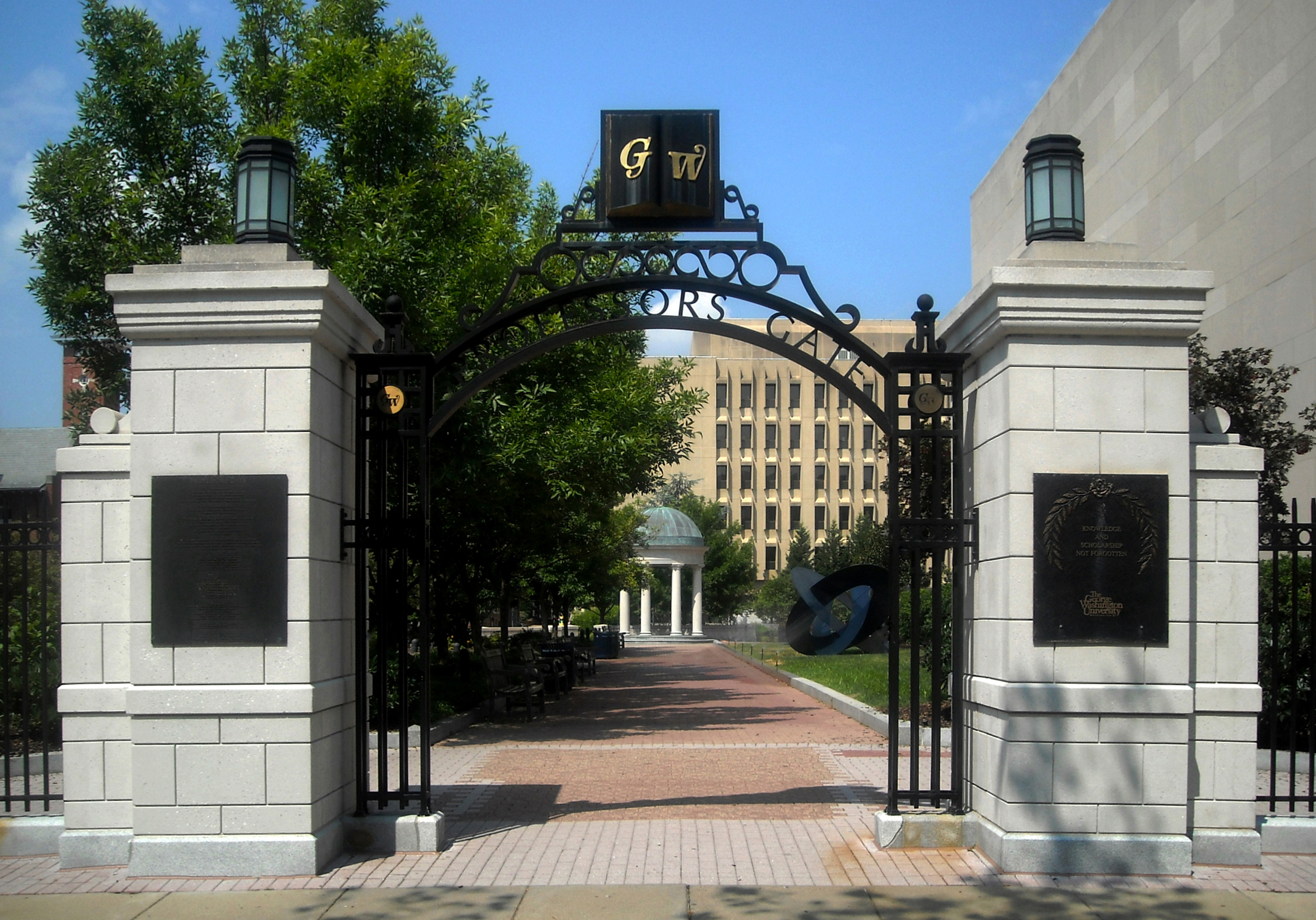
دروازه پروفسور در دانشگاه جرج واشینگتن

هابارد به دستور پدرش دو سال در دانشگاه واشینگتن دی سی مهندسی راه و ساختمان خواند او می‌گوید: پدرم سفارش کرد مهندسی و ریاضیات بخوانم. ایامی را که در آنجا گذراند مهم است، گرچه از دانشگاه فارغ‌التحصیل نشد، زیرا همان‌طور که جورج مالکو توضیح می‌دهد: بسیاری از تحقیقات او و نتایج منتشرشده اش با ادعای او که نه تنها مهندس فارغ‌التحصیل، بلکه ازاولین کسانی است که در ایالات متحده فیزیک اتمی خوانده‌اند "، تأیید گردیده است. به‌هرحال زندگی‌نامه‌ای که توسط کلیسای ساینتولوژی نوشته شده‌است او را به عنوان کسی توصیف می‌کند: که هرگز بخاطر بودن در کلاس به یاد سپرده نشده‌است و می‌نویسد که او از دروسش به‌طور کامل متنفر بود و نمرات پایینی گرفت و در سپتامبر ۱۹۳۱ تجدید شد و همه واحدهایش را در پاییز ۱۹۳۲ گذراند.
شرح حال‌های ساینتولوژی می‌گوید که: او قبل از اینکه مطالعاتش در زمینه فکر، روح و زندگی را شروع کند در دانشگاه جورج واشینگتن در واشینگتن دی سی فیزیک اتمی خواند؛ و هابارد خودش گفته‌است اقدام به مطالعه فیزیک اتمی کرده‌است تا در مورد جهان فیزیکی دانشی بدست آورد، چیزی که فلسفه آسیایی به‌طور کامل فاقد آن است. یادداشت‌های دانشگاهی اش نشان می‌دهد که تنها واحدی که او در مورد فیزیک اتمی گذرانده شامل یک کلاس در مورد پدیده اتمی و مولکولی که در آن نمره F گرفته بوده‌است.
متن‌های ساینتولوژی ادعا می‌کنند که او بیشتر به فعالیت‌های فوق برنامه به ویژه نوشتن و پرواز علاقه داشته‌است. براساس نوشته‌های کلیسا زمانی که هوانوردی آمریکا تازه شروع شده بود او بدون گذراندن هیچ دوره‌ای تا سطح خلبان پیشرو ترقی کرد و به عنوان یکی از برجسته‌ترین خلبانان کشور آمریکا شناخته شد. پروازهای طولانی و کوتاه مدت را در سراسر غرب میانه به عهده گرفت. به‌هرحال مدارک خلبانی وی نشان می‌دهد که تنها اجازه پرواز با گلایدر را داشته‌است و نه پروازهای طولانی و زمانی که نتوانست هزینه تمدید جوازش را پرداخت کند مدارکش باطل شد.
هابارد در آخرین ترم دانشگاهش، برای پنجاه پیشاهنگ عالیرتبه سفر اکتشافی با کشتی دو دکلی به کارائیب خارج از دوریس هاملین را ترتیب داد که در ژوئن ۱۹۳۲ شروع شد. گفته شده‌است که اهداف این سفر سینمایی کارائیب کشف و فیلمبرداری از پناهگاه و اردوی موقتی دزدان دریایی مین اسپانیایی و جمع‌آوری آنچیزی که هر فرد برای نمایش در موزه‌ها جمع می‌کند بوده‌است. کشتی حتی قبل از ترک بندر بالتیمور دچار دردسر شد. ده تا از شرکت کننده‌ها منصرف شدند و طوفان‌ها کشتی را به مکانی بسیار دورتر از خط سیرش به برمودا بردند. آنجا بیش از یازده تن ازاعضا از ادامه سفر اکتشافی منصرف شدند و هنگام رسیدن به مارتینکو هم افراد بیشتری کشتی را ترک کردند. وقتی کشتی بطرز انتقادآمیزی با کمبود بودجه مواجه شد، مالکان کشتی دستور دادند به بالتیمور بازگردد.
هابارد کاپیتان را مقصر دانست و گفت: کاپیتان گارفیلد لجوج ثابت کرد که شجاعت یک کاپیتان را ندارد و نیازمند کمک هابارد هم در نظارت و هم در نقشه سفر است. شرح حال‌های ساینتولوژی می‌گوید که اشخاص و عکس‌های جمع‌آوری شده مورد نیاز دانشگاه میشیگان، اداره آب‌شناسی آمریکا، یک موزه نامشخص ملی و نیویورک تایمز بود. گرچه هیچ‌یک از آن موسسات چنین مطلبی را ثبت نکرده‌اند. بعدها هابارد نوشت: سفر اکتشافی در بهترین حالت یک دیوانگی بود و من آن را می‌دانستم، اما با اجاره کشتی دو دکلی با دکل چهار پارچه و پر کردن آن با پنجاه فرد بدشانس که هنوز هم دست از نفرین کردن برنداشته‌اند، به پیش رفتم؛ و آن را سفر اکتشافی بی اهمیت و شکست قطعی مالی که موجب شد تعدادی از شرکت کننده‌ها برای پس گرفتن پولشان علیه او اقامه دعوا کنند، نامید.

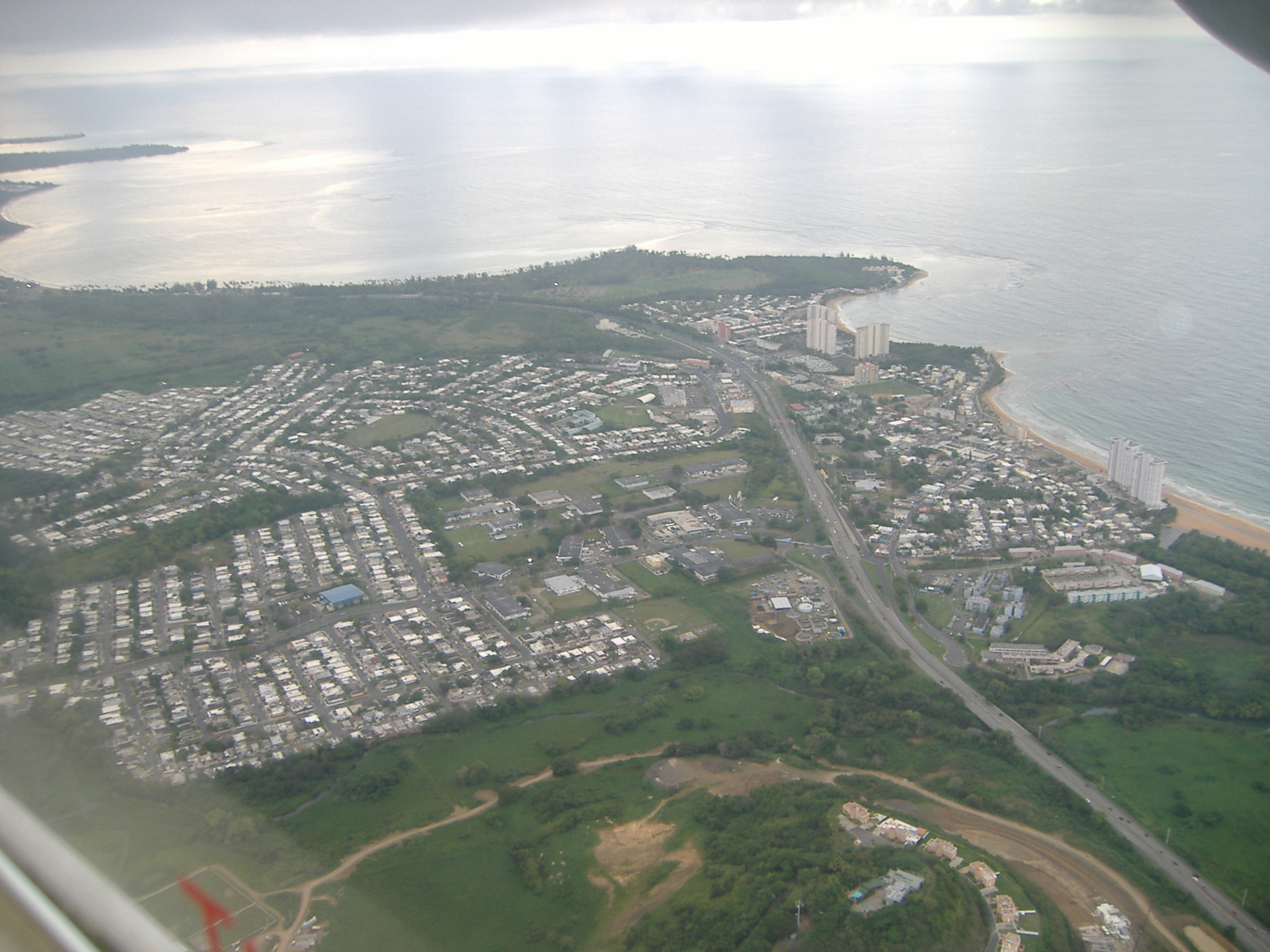
لوکیلو، پورتریکو، نزدیک جایی که ساینتولوژیستها ادعا می‌کنند هابارد در سال ۱۹۳۲ کاوش معدن شناسی وست ایندیز را انجام داده است.

هابارد پس از اتمام دانشگاه به پورتریکو مسافرت کرد که کلیسای ساینتولوژی آن را سفر اکتشافی معدن‌شناسی پورتریکو می‌نامد. ساینتولوژیستهاادعا می‌کنند اواولین کاوش کامل معدن‌شناسی در پورتریکو را به عنوان وسیله‌ای برای افزایش پول پدرش از طریق سرمایه‌گذاری در معدن، انجام داده است که در طی آن رودخانه‌های درون مرز و جزایر جهت مخالف را در جستجوی طلای گریزنده سنگ شویی کرده‌است؛ و همین‌طور مطالعات قوم‌شناسی بسیاری میان روستاهای داخلی و تپه نشین‌های بومی (هیلز من) داشته‌است. زندگی‌نامه‌نویس غیررسمی هابارد راسل میلر می‌نویسد: که مرکز مطالعات زمین‌شناسی ایالات متحده و بخش منابع معدنی پورتریکو هیچ‌کدام چنین مسافرت‌های اکتشافی را ثبت نکرده‌اند.
براساس گفته میلر در نوامبر ۱۹۳۲ هابارد، بعد از اینکه پدرش نام او را به عنوان داوطلب دربازسازی خرابی‌های فاجعه طوفان سان سیپرین در صلیب سرخ نوشت، به پورتریکو مسافرت کرده‌است. هابارد در سخنرانی ۱۹۵۷ گفت: در فاجعه طوفان پورتریکو از افراد صلیب سرخ بوده‌است. برطبق گفته خودش هابارد بیشتر وقت اش را صرف جستجوی ناموفق طلا کرده‌است. در انتهای اقامتش در پورتریکو با همکاری یک نقشه‌بردار ظاهراً برای شرکتی به نام وست ایندیز مینرالز واقع در واشینگتن دی سی نقشه‌برداری کرده‌است.